# 亚美尼亚裔哈萨克人
亚美尼亚裔哈萨克人，是指生活在哈萨克的亚美尼亚人，今日大约有25000人生活在哈萨克斯坦。

## 历史
第一批亚美尼亚人來到哈萨克是1860年，俄国控制了北高加索后，他们来到哈萨克，主要是商人。
第一次国家式移民是1937年，1121个亚美尼亚与库尔德家庭先是到亚塞拜然再到哈萨克。斯大林时代因政治原因，1944与48年两次发配他们到哈萨克南部，直到戈尔巴喬夫时代才准回国。